# Địa chất biển

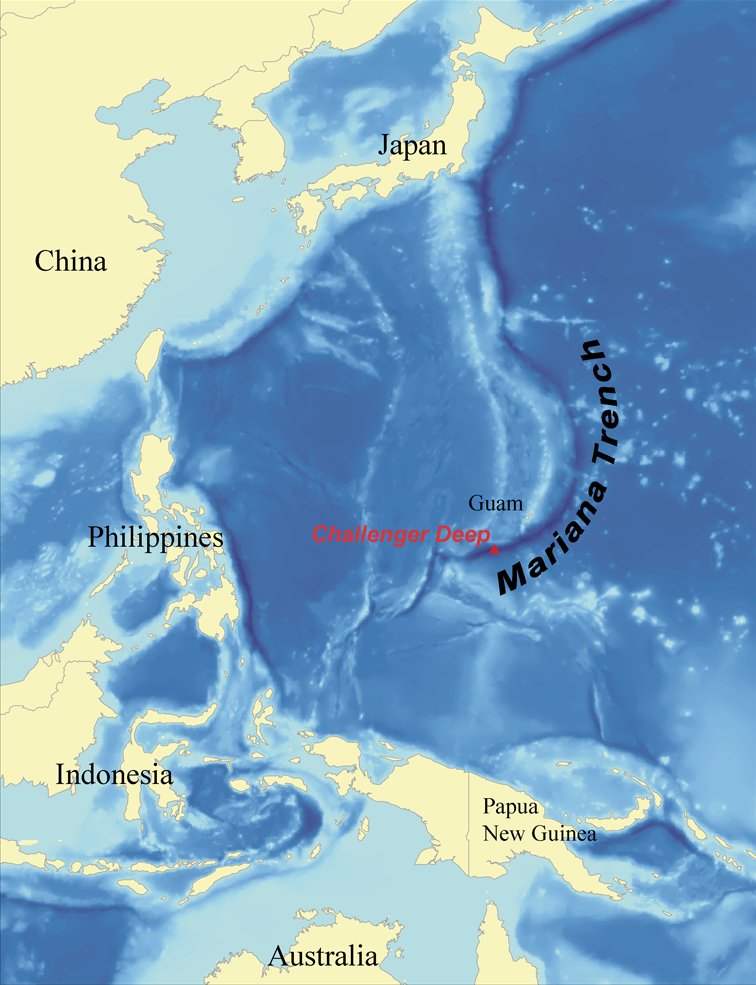
Máng nước sâu Mariana hình thành ở ranh giới hai mảng kiến tạo hút nhau

Địa chất biển liên quan việc khảo sát địa vật lý, địa hóa, trầm tích và cổ sinh của đáy đại dương và bờ biển. Địa chất biển có quan hệ chặt chẽ với vật lý hải dương và kiến tạo mảng.
Các nghiên cứu địa chất biển rất quan trọng nhằm cung cấp các dấu hiệu của việc tách giãn đáy biển và kiến tạo mảng kể từ sau Thế chiến thứ II. Đáy đại dương sâu đối tượng quan trọng chưa được khám phá và lập bản đề chi tiết để hỗ trợ cho cả mục tiên quân sự (dưới biển) và mục tiêu kinh tế (dầu mỏ và khai thác mỏ kim loại).

Vỏ đại dương bên phải được tạo thành ở sống núi giữa đại dương, trong khi đó thạch quyển bị hút chìm vào quyển mềm tại các rãnh đại dương.

## Tổng quan
Vành đai lửa xung quanh Thái Bình Dương cùng với hoạt động núi lửa và địa chấn là nguyên nhân gây ra các thảm hoạt động đất, sóng thần và phun trào núi lửa. Bất kỳ hệ thống cảnh báo sớm nào về các tai biến này sẽ đòi hỏi những hiểu biết thật chi tiết về điều kiện địa chất biển khu vực bờ biển và cung núi lửa.
Việc nghiên cứu về trầm tích bờ biển và biển sâu và tốc độ tích tụ, hòa tan của cacbonat calci trong các môi trường biển khác nhau là vấn đề quan trọng ảnh hưởng đến biến đổi khí hậu toàn cầu.
Công việc khám phá và tiếp tục nghiên cứu về đới núi lửa tách giãn giữa đại dương và các miệng phun nước nóng, đầu tiên là biển Đỏ và sau đó dọc theo hệ thống đới nâng đông Thái Bình Dương và Sống núi giữa Đại Tây Dương và tiếp tục nghiên cứu các khu vực quan trọng khác. Các loài extremophile được phát hiện đang sinh sống trong hoặc gần với hệ thống thủy nhiệt được xem là có ảnh hưởng đến sự hiểu biết của chúng ta về sự sống trên Trái Đất và có khả năng là nguồn gốc sự sống từ môi trường này.
Các rãnh đại dương là dạng địa hình rất lớn bị lõm, kéo dài và hẹp, và cũng là các phần sâu nhất của đáy đại dương.
Rãnh Mariana là máng dưới biển sâu nhất đã được phát hiện, và là vị trí sâu nhất của bề mặt vỏ Trái Đất. Đới hút chìm tạo ra máng này là nơi mảng Thái Bình Dương bị hút chìm dưới mảng Philippin. Đáy của máng là nơi sâu nhất dưới mực nước biển so với điểm cao nhất trên mực nước biển là đỉnh Everest.